# Llapingachos
Los llapingachos son un plato típico y originario de la región andina central de Ecuador. También se consumen en el sur de Colombia debido a la expansión de la gastronomía ecuatoriana en esa zona. 
Este plato es parte importante de la cultura del Ecuador, y es uno de los más representativos de la comida serrana y ecuatoriana. Es la quinta preparación ecuatoriana con mayor consenso cultural.
Básicamente son tortillas fritas, hechas de papas cocidas aplastadas, con queso, achiote y cebolla blanca. Los llapingachos pueden ser servidos con chorizo, huevo frito, carne asada, lechuga, aguacate, etc. En Ipiales (localidad fronteriza con Ecuador), al sur de Colombia, se sirve con fritada (carne de cerdo frita) y se acompaña de lechuga y ají. En la zona austral del Ecuador se sirve con carne asada de cerdo, así como también en varias ciudades de su región interandina o sierra, como por ejemplo Quito, Latacunga y Riobamba.